# Trolejbusy w Kimch’aeku
Trolejbusy w Kimch’aeku – system trolejbusowy w północnokoreańskim mieście Kimch’aek, które znajduje się w prowincji Hamgyŏng Północny.

## Historia
Sieć została oddana do użytku 17 maja 1985 roku i składa się z jednej linii. Łączy dzielnicę Sinpyong ze stacją kolejową na północy.

## Tabor
Tabor składa się z około 20 pojazdów stacjonujących w jednej zajezdni.